# Ви не можете вірити всьому
«Ви можете вірити всьому» (англ. You Can't Believe Everything) — американський фільм режисера Джека Конуея 1918 року.

## У ролях
- Глорія Суонсон — Патрісія Рейнольдс
- Даррел Фосс — Артур Кірбі
- Джек Річардсон — Хасті Карсон
- Едвард Пейл — Джим Вілер
- Джордж Ернандез — Генрі Петтіт
- Іріс Ештон — Емі Повелсон
- Джеймс Р. Коуп — Клаб Денфорт
- Клер Макдауелл — Грейс Дардлі
- Гроувер Франке — Фердинанд Тетчер
- Кітті Бредбері — місіс Повелсон
- Блісс Шевальє — місіс Мортон Денфорт